# Constantin Avanon
Isaïe Constantin Avanon (* 28. März 1983) ist ein beninischer ehemaliger Fußballspieler. Seine Stammposition war im Tor.

## Karriere

### Verein
Avanon begann seine Laufbahn als Fußballprofi in der Spielzeit 2000 bei Mogas 90 FC, einem Fußballverein aus der ersten beninischen Liga. Dort verbrachte er mit zwei beninischen Pokalsiegen in den Jahren 2000 und 2003 seine erfolgreichste Zeit. In der Online-Datenbank National-Football-Teams.com sind darüber hinaus noch internationale Engagements in Niger bei AS Police sowie in Togo bei Maranatha Fiokpo hinterlegt.

### Nationalmannschaft
Er absolvierte mindestens zwei Partien für die beninische Fußballnationalmannschaft: Im Jahr 2000 ein Spiel in der Qualifikation zur Afrikameisterschaft 2002 und ein Freundschaftsspiel 2003.

## Erfolge
- beninischer Pokalsieger (2): 2000, 2003